# Кислотность почвы

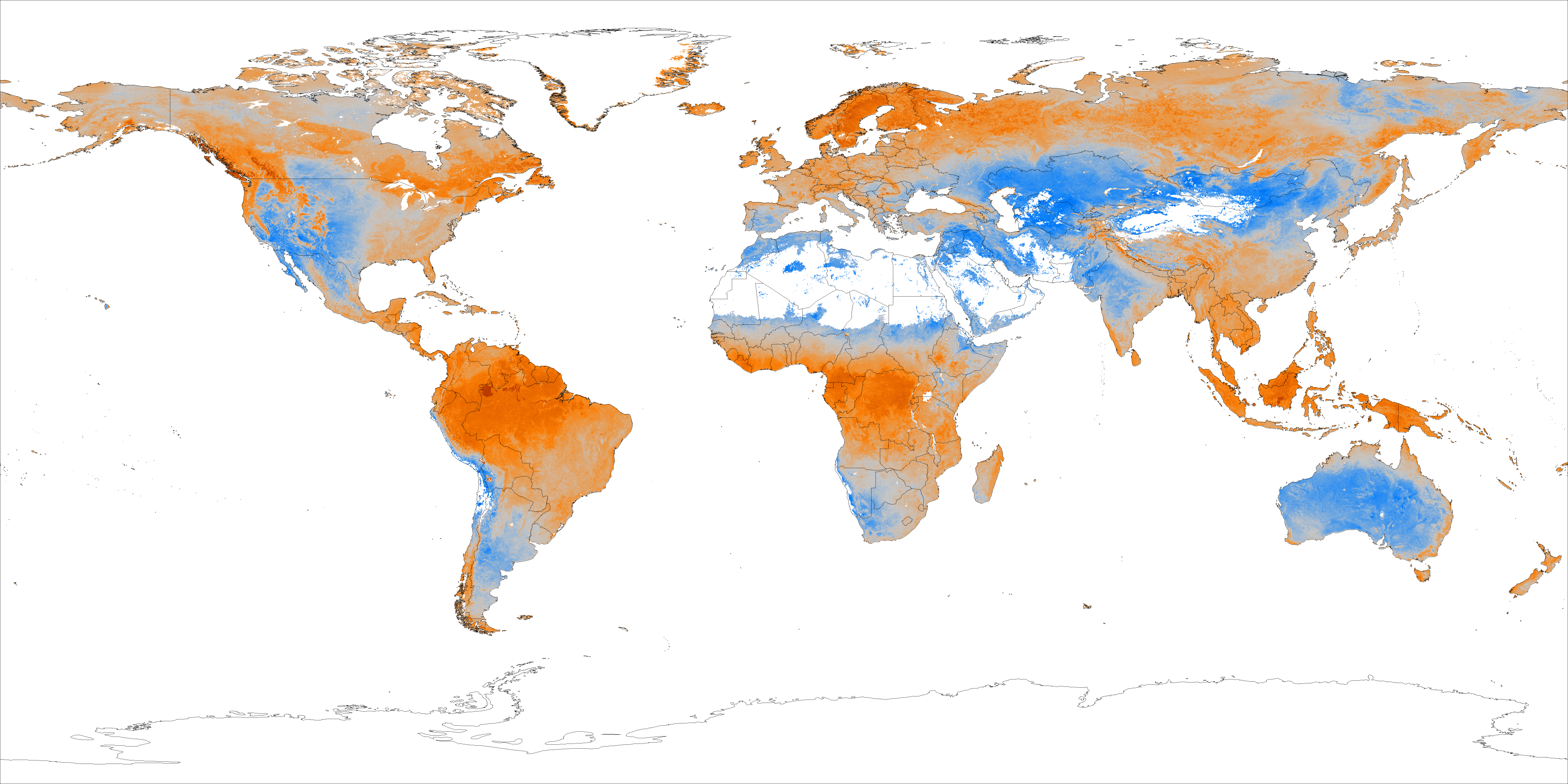
Карта кислотности почв. Коричневый — кислые почвы. Синий — щелочные.

Кислотность почвы — способность почвы проявлять свойства кислот.
Наличие ионов водорода (Н-ионов) в почвенном растворе, а также обменных ионов водорода и алюминия в почвенном поглощающем комплексе при неполной нейтрализации придаёт почве кислую реакцию. 
Для характеристики почвенной кислотности используется ряд показателей:
- Актуальная кислотность — это pH почвенного раствора (на практике измеряется pH водной вытяжки при соотношении почва:вода = 1:2,5 для минеральных почв и 1:25 для торфяных). При рН 7 реакция почвенного раствора нейтральная, ниже 7 — кислая, выше — щелочная. Подзолистые почвы лесной зоны имеют преимущественно кислую реакцию (рНводн 4,5 — 5,5), подзолы и верховые торфяники — сильнокислую (рНводн 3,5—4,5).
- Потенциальная кислотность почвы — кислотность твёрдой части почвы, её выражают в мг-экв на 100 г сухой почвы. Параметры потенциальной кислотности учитывают также влияние катионов ППК, которые могут подкислять почвенный раствор (H+ и Al3+).
- Обменная кислотность почвы вызывается обменными катионами водорода и алюминия, которые переходят в раствор из почвенного поглощающего комплекса при взаимодействии с нейтральными солями. В богатых перегноем горизонтах она обусловлена преимущественно Н-ионами, в малогумусных минеральных — Al-ионами. Обменная кислотность подзолистых почв лесной зоны составляет рНКС1 3,5—5, или 0,5 — 6 мг-экв на 100 г сухой почвы, серых и бурых лесных — значительно ниже.
- Гидролитическая кислотность — pH вытяжки раствором гидролитически щелочной CH3COONa (позволяет более полно вытеснить H+ из ППК). Определяется Н-ионами, переходящими в раствор при взаимодействии с почвой гидролитически щелочных солей, и включает менее подвижные Н-ионы, не вытесняемые нейтральными солями. В подзолистых почвах гидролитическая кислотность составляет 1—10 мг-экв на 100 г сухой почвы. О величине гидролитической кислотности можно судить также по насыщенности почвы основаниями.

Повышенная кислотность почвы негативно сказывается на росте большинства культурных растений за счёт уменьшения доступности ряда макро- и микроэлементов, и наоборот, увеличения растворимости токсичных соединений марганца, алюминия, железа, бора и др., а также ухудшения физических свойств. Для снижения кислотности прибегают к известкованию.
Подкисление почвы (недопустим к применению термин-синоним Закисление почвы) — изменение кислотно-основных свойств почвы, вызванное природным почвообразовательным процессом, поступлением загрязняющих веществ, внесением физиологически кислых удобрений и другими видами антропогенного воздействия.